# Лубень (Наровлянский район)
Лубень (бел. Лу́бень) — деревня в Головчицком сельсовете Наровлянского района Гомельской области Беларуси.
Кругом лес.

## География

### Расположение
В 52 км на юго-запад от Наровли, 28 км от железнодорожной станции Ельск (на линии Калинковичи — Овруч), 225 км от Гомеля.

### Гидрография
На севере сеть мелиоративных каналов, соединённых с рекой Словечна (приток реки Припять).

## Транспортная сеть
Рядом автодорога Москалёвка — Головчицкая Буда. Планировка состоит из прямолинейной, меридиональной ориентации улицы, к которой на севере присоединяется короткая улица. Застройка двусторонняя, деревянная, усадебного типа.

## История
По письменным источникам известна с XIX века как деревня в Наровлянской волости Речицкого уезда Минской губернии. В 1890 году открыто народное училище. В 1931 году жители вступили в колхоз. Имелись начальная школа, детский сад. Во время Великой Отечественной войны действовала подпольная группа (руководитель Адаменко). Немецкие оккупанты 12 июля 1943 года сожгли деревню и убили 103 жителя (похоронены в могиле жертв фашизма около здания школы). 42 жителя погибли на фронте. Согласно переписи 1959 года в составе колхоза имени М. В. Фрунзе (центр — деревня Грушевка). Располагались комбинат бытового обслуживания, 9-летняя школа, клуб, фельдшерско-акушерский пункт, магазин.
До 26 марта 1987 года деревня входила в состав Красновского сельсовета.

## Население

### Численность
- 2004 год — 13 хозяйств, 22 жителя.

### Динамика
- 1897 год — 32 двора, 230 жителей (согласно переписи).
- 1908 год — 42 двора, 371 житель.
- 1940 год — 84 двора.
- 1959 год — 382 жителя (согласно переписи).
- 2004 год — 13 хозяйств, 22 жителя.

## Достопримечательность
- Братская могила